# Clarity Project
Clarity Project — українська аналітична онлайн-платформа, що надає доступ до більш, ніж 140 державних реєстрів, аналітики закупівель/аукціонів Prozorro, та бази рішень Антимонопольного комітету та моніторингів ДАСУ. Щомісяця платформою користується близько 1 000 000 користувачів, а база даних налічує близько 37 000 000 досьє.
Платформа надає сервіси для перевірки та моніторингу контрагентів (фізичних осіб, юридичних осіб та ОТГ) аналітики закупівель та аукціонів Prozorro, аналізу судових справ, дозволів, ліцензій та паспортів, а також інструментів для підвищення
продажів. У 2017—2021 роках платформа надавала переважну більшість даних та сервісів безкоштовно.

## Історія
Історія Clarity Project почалася у 2017 році зі створення дніпровським програмістом та підприємцем Ярославом Гарагуцем низки онлайн-інструментів для аналізу закупівель Prozorro. Інструменти виявилися затребуваними ринком — вже за кілька місяців відвідуваність Clarity зросла до 20+ тисяч користувачів на місяць, а у кінці 2017-го перетнула позначку в 100
000.
У 2018 році на платформі з'явилися інструменти пошуку контрагентів та зв'язків, перевірка паспортів, API, документи ДАБІ, ліцензії та декларації. Був створений другий продукт Clarity — Clarity App. На той момент він представляв собою текстовий пошук по рішеннях АМКУ щодо оскарження публічних закупівель.
У 2020 році в Clarity App з'явилася база моніторингів Державної Аудиторської служби, можливість перевірки закупівель за ризик-індикаторами та база «Антитраст», у якій містяться рішення АМКУ, які не стосуються публічних закупівель: рішення щодо економічної конкуренції, недобросовісної конкуренції, концентрації, узгоджених дій, держдопомоги, і т.д.
У 2023 році Clarity Project підключила судову аналітику і виграла конкурс грантів Open Datathon reUkraine з проектом Clarity Hromada. У 2024 році було вперше запроваджено платний доступ до частини функціоналів Clarity Project, відкрито безкоштовний доступ до Clarity Hromada і запущено 2 нових аналітичних інструмента, Clarity Explorer та Clarity Dovidka.

## Сервіси платформи

### Clarity Project
1. Перевірка контрагентів: доступ до ~37 000000 досьє юридичних та фізичних осіб, які містять систематизовані дані більш, ніж 140 відкритих реєстрів, включно з реєстром ЄДР, реєстром судових рішень та фінансовою звітністю.
2. Таблиці закупівель та аукціонів Prozorro: дані про угоди та контрагентів та розумний пошук за 32-ма параметрами.
3. Дані закупівель та аукціонів Prozorro: свіжі дані про тендери, контракти, документи, учасників та переможців, інтегровані у досьє контрагентів у вигляді дашбордів.
4. Судова аналітика: дані про пов'язані судові рішення та справи, інтегровані у досьє контрагентів.
5. Clarity Hromada: демонструє аналітичні показники всіх українських ОТГ у вигляді дашбордів.[4][5][6]
6. Clarity Explorer: бази даних українських компаній, кастомізовані під задачу клієнта по великій кількості параметрів, інструмент, створений для маркетологів та працівників відділів продажів.
7. Clarity Dovidka: дослідження контрагентів, які включають інформацію про людину чи компанію, наявну у відкритому доступі, включно з судами, даними реєстрів, публікаціями ЗМІ та згадками у соцмережах.
8. Інтеграція/АРІ: можливість використовувати API для інтеграції даних з іншими системами.[7]

### Clarity App
- База рішень Антимонопольного Комітету: допомагає перевіряти наявність дискримінаційних вимог у тендерній документації, законність рішень щодо кваліфікації або дискваліфікації пропозиції учасника закупівель, та відстоювати свої права в публічних закупівлях, спираючись на практику АМКУ з оскарження закупівель, держдопомоги, концентрації, змов на торгах.
- База моніторингів Держаудитслужби: допомагає перевіряти закупівлі за ризик-індикаторами та виправляти незначні помилки, а також шукати практику по базі моніторингів і знаходити відповіді на запити ДАСУ.
- Антитраст: повнотекстовий пошук по базі рішень АМКУ та його територіальних підрозділів, можливість обирати типи документів для пошуку рішень з питань економічної конкуренції, недобросовісної конкуренції, концентрації, узгоджених дій, держдопомоги, можливість використовувати фільтри (територіальні відділення, сторона по справі, тип документу).

## Соціальні проекти
У 2024 році команда Clarity реалізувала два соціальних проекта - систему дашбордів з аналітичними показниками всіх українських ОТГ Clarity Hromada та сервіс Open Data Watchdog, який дозволяє відслідковувати події з наборами даних на Єдиному державному порталі відкритих даних і підвищує прозорість діяльності розпорядників та адміністратора Порталу відкритих даних. Обидва проекта стали можливими завдяки підтримці TAPAS Project, Міністерство цифрової трансформації України та Фонду Східна Європа.